# 蒼木雅彦
蒼木 雅彦（あおき まさひこ、1979年9月16日 - ）は、日本の漫画家。愛知県出身。男性。血液型はB型。既婚。

## 略歴
- 2002年、『週刊少年チャンピオン』（秋田書店）第59回新人まんが賞にて、『フーテン』が佳作を受賞（※「青木雅彦」名義）。
- 2004年、『週刊少年チャンピオン バトル増刊 バトリズム』（秋田書店）掲載の読切作品『purpose』にて、商業誌デビューを果たす。
- 2005年、『ヤングチャンピオン』（秋田書店）にて、『魔獣狩り』（原作：夢枕獏）で、商業誌初連載。

## 作品リスト

### 連載
- 魔獣狩り （原作：夢枕獏、秋田書店『ヤングチャンピオン』2004年No.7 - 2005年No.12、全3巻）
- 用務キング!! （竹書房『コミックマーブル』2007年vol.8 - 2009年vol.12、不定期連載、未単行本化）
- ORANGE STAR （幻冬舎『コミックバーズ』2009年10月号[3] - 2010年10月号[4]、全2巻）
- 鎌倉葵茶房 （幻冬舎『コミックバーズ』2011年9月号[5] - 2012年2月号[6]、全1巻[7]）
- 仏像のまち （KADOKAWA メディアファクトリー『月刊コミックジーン』2011年9月号[8] - 2014年6月号、全4巻）
- 自意識過剰な桐谷さん（集英社『アオハルオンライン』2013年 - 2014年→一迅社『月刊ComicREX』2018年6月号 - 2018年10月号、短期集中連載、全1巻[9]）
- プリマックス （原作：柴田ヨクサル、集英社『週刊ヤングジャンプ』2015年21・22合併号[10] - 2017年21号[11]、全10巻）
- 神楽坂桜のSNSマンション（講談社『マガジンポケット』2017年11月8日[12] - 2018年4月4日、タイトル変更「コミュ障お嬢様と漫画家マンション」全2巻）
- カミジ！〜上地結衣（車いすテニス）STORY〜（原作：光風治[13]、集英社『パラリンピックジャンプ』vol.1[14] - vol.5 、全1巻）
- THE KING OF FANTASY 八神庵の異世界無双 月を見るたび思い出せ！ （原作：天河信彦、KADOKAWA『COMIC Hu』2019年11月19日[15] - 2022年3月4日、全6巻） - 創刊ラインナップタイトル[15]
- 賭闘の銀（KADOKAWA『COMIC Hu』[16]2019年11月19日 - 2021年2月4日、全2巻）
- 最後の竜騎士の英雄譚 〜パンジャール猟兵団戦記〜（原作：よしふみ、KADOKAWA『ComicWalker』2022年9月19日 - 2023年11月19日、全3巻）

### 読切
- purpose （秋田書店『週刊少年チャンピオン バトル増刊 バトリズム』、2004年）
- トラネコ（少年画報社『月刊ヤングキング』2009年11月号[17]・12月号）
- 自意識過剰な桐谷さん （集英社『ヤングジャンプ増刊  アオハル』[18]、2013年9月20日号）
- ダメ夫月嶋文弥の生態 （竹書房『まんがくらぶ』2014年4月号[19]）
- Gペン片手に育児日記 （竹書房『まんがライフセレクション神仙寺瑛SP 天使の事情増刊号』[20]、2014年）
- プリマックス （原作：柴田ヨクサル、集英社『ミラクルジャンプ』2014年11月号[21]）
- 閻魔様は裁かない（集英社『ウルトラジャンプ』2017年11月号[22]）

### その他
- テレビドラマ『岸辺露伴は動かない』（ドラマ作中の『ピンクダークの少年』の単行本、および漫画原稿の執筆[23][24]）